# S21Sec
A S21SEC foi fundada como a primeira empresa ibérica de cibersegurança em 2000. Durante este período, o cibercrime evoluiu a um ritmo impressionante para uma frente criminal organizada, sofisticada e que afeta indivíduos e organizações em todo o mundo. No final de 2014, a Sonae, sediada em Portugal, comprou a S21SEC. Em 2008, a S21SEC criou o Departamento de e Crime & Counter Threat Intelligence. A SONAE IM adquiriu a Nextel em 2018 e a fundiu com a S21SEC, criando a maior empresa ibérica de serviços de cibersegurança. 
A empresa oferece toda a gama de serviços necessários para acompanhar os processos de transformação digital que estão a reformular os negócios, adaptando e evoluindo o seu portefólio de serviços para cobrir toda a estrutura NIST (Instituto Nacional de Padrões e Tecnologia dos Estados Unidos) usada globalmente como uma referência sobre como as empresas devem gerir a sua cibersegurança. Portanto, a S21SEC abrange as fases de identificação, proteção, deteção, resposta e recuperação. 